# 브렛 매켄지
브렛 매켄지(영어: Bret McKenzie, ONZM, 1976년 6월 29일 ~ )는 뉴질랜드의 배우, 음악가이다. 코미디 듀오 플라이트 오브 더 콩코즈의 구성원으로 유명하다.
《The Distant Future》로 2007년 제50회 그래미 어워드 최우수 코미디 음반상을, 2011년에는 영화 《머펫 대소동》 주제가 〈Man or Muppet〉 작곡가 겸 작사가로서 제84회 아카데미 시상식에서 주제가상을 받았다.

## 출연 작품
- 오스틴랜드 (2013)

## 서훈
- 2012년 뉴질랜드 공로 훈장 4등급(ONZM)[3]